# Cerro Guayaques
El cerro Guayaques es una montaña fronteriza entre Bolivia y Chile, ubicada en el Altiplano andino. Su cima llega a una altitud de 5.626 metros sobre el nivel del mar. Forma parte de la cadena Guayaques de 10 km de largo de domos de lava riodacítica de tendencia NS que atraviesa la frontera entre Chile y Bolivia unos 10 kilómetros al este del complejo Cerro Toco - Puricó. El cerro Guayaques se constituye en el punto más austral de Bolivia, ubicado administrativamente en el municipio de San Pablo de Lípez de la provincia de Sud Lípez en el lado boliviano. 